# Gunnar Mau

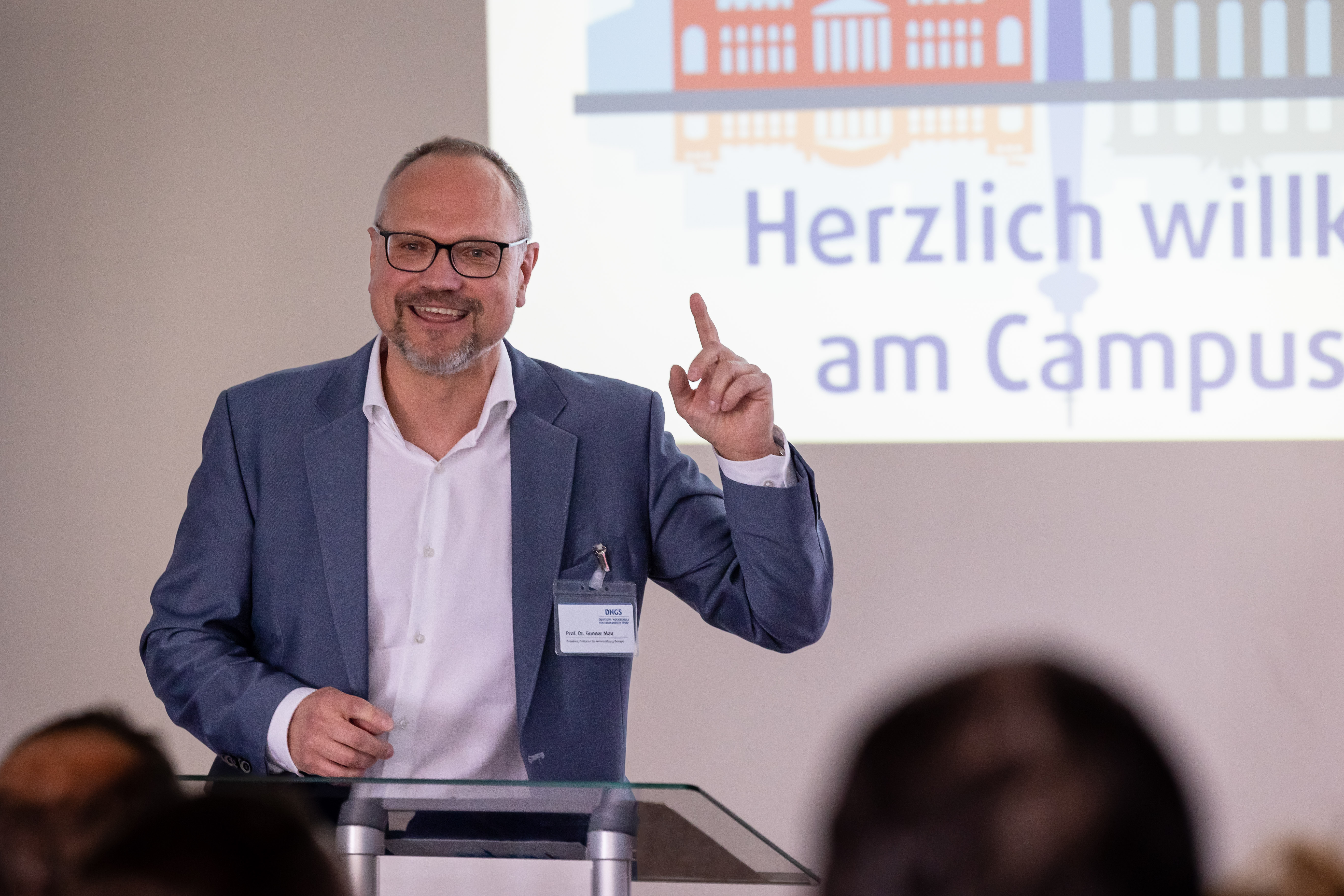
Gunnar Mau bei der Neueröffnung des Berliner Hochschulcampus der DHGS Deutsche Hochschule für Gesundheit und Sport im Mai 2024

Gunnar Mau (*  18. Oktober 1975 in Rostock) ist ein deutscher Psychologe, promovierter Wirtschaftswissenschaftler und Konsumforscher. Er ist  Professor für Marketing und Handel an der Hochschule Magdeburg-Stendal.

## Leben und Ausbildung
Gunnar Mau studierte Psychologie an der Christian-Albrechts-Universität zu Kiel (Vordiplom) und der Universität Mannheim (Diplom). Nach seinem Diplomabschluss arbeitete er zunächst an der Georg-August-Universität Göttingen als Wissenschaftlicher Mitarbeiter am Lehrstuhl für Marketing und Handel. 2009 promovierte er an der Wirtschaftswissenschaftlichen Fakultät der Georg-August-Universität Göttingen mit einer Arbeit über Emotionen beim Einkaufen in Online-Shops zum Dr. rer. pol. Anschließend war Mau einer der Gründer und geschäftsführender Gesellschafter des Hamburger Marktforschungsinstituts Shoppermetrics GmbH & Co. KG, das sich der Analyse des Verhaltens und Erlebens im Handel und am Point of Sale widmete. Parallel dazu forschte und lehrte er weiterhin auch akademisch insbesondere an der Universität Siegen am Lehrstuhl für Marketing und Handel von Hanna Schramm-Klein.
Nach Vertretungsprofessuren an der Universität Regensburg, Universität Bamberg und Zeppelin Universität in Friedrichshafen erhielt er 2018 einen Ruf an die Privatuniversität Schloss Seeburg bei Salzburg als Univ.-Professor für Wirtschaftspsychologie, wo er zugleich die Studiengangsleitung für die Bachelor- und Masterstudiengänge Wirtschaftspsychologie übernahm. Er gehörte 2016 zu den Gründern der Handelsberatung Holistic Consulting Group in Hannover. 2019 habilitierte er mit der Arbeit Kaufkompetenz von Kindern und Jugendlichen und erhielt damit von der Universität Siegen die Venia Legendi für Betriebswirtschaft. 2020 nahm Gunnar Mau einen Ruf auf die Professur für Konsumpsychologie an der DHGS Deutsche Hochschule für Gesundheit und Sport in Berlin an. Hier war er zunächst Vizepräsident für Forschung und Lehre, bevor er 2022 vom akademischen Senat der Hochschule zum Hochschulpräsidenten gewählt wurde. Im Oktober 2024 nahm Mau einen Ruf auf die Professur für Marketing und Handel an der Hochschule Magdeburg-Stendal an, wo er auch die Co-Leitung des berufsbegleitenden Studiengangs Betriebswirtschaftslehre übernahm.

## Wirken
Gunnar Mau ist Mitglied des Koordinierungsgremium des Bundesnetzwerks Verbraucherforschung, das vom Bundesministerium für Umwelt, Naturschutz, nukleare Sicherheit und Verbraucherschutz unterstützt wird. Dieses Netzwerk dient als Plattform für den interdisziplinären, verbraucherwissenschaftlichen Austausch und als Kontaktstelle für interdisziplinäre (Verbraucher-)Themen. 
Seit 2017 ist Gunnar Mau zusätzlich in der Leitung des Forschungszentrums für Verbraucherschutz und Verletzliche Verbraucher, einem Institut der Universität Siegen. Das interdisziplinäre Forschungszentrum forscht und berät Politik und gesellschaftliche Gruppen zu den Bedürfnissen verletzlicher Verbrauchergruppen. Im Jahr 2019 wurde er in den Expertenbeitrat des Media Smart e. V. berufen, einer gemeinnützigen und internationalen Bildungsinitiative, die sich für die Förderung von Werbe- und Medienkompetenz starkmacht.
Im Oktober 2024 wurde Gunnar Mau in den Wissenschaftlichen Beirat der  DHGS Deutschen Hochschule für Gesundheit und Sport berufen und zum Vorsitzenden dieses Gremiums gewählt.
Daneben ist Mau Teil des Editorial Review Boards des International Journal of Market Research sowie Mitglied des Scientific Advisory Board der Holistic Consulting Group.
Schwerpunkte seiner Forschung sind das Handelsmarketing, die Konsumforschung und der Verbraucherschutz. Dabei stehen insbesondere die Themen Käufer- und Konsumenverhalten, die Förderung Verletzlicher Verbrauchergruppen und der Aufbau von Kauf- und Konsumkompetenzen sowie Entscheidungsprozesse am Point of Sale im Fokus seiner Arbeit.

## Werke (Auswahl)
- Die Bedeutung der Emotionen beim Besuch von Online-Shops. Springer Fachbuchverlag, Heidelberg 2009.
- Verbraucherforschung zwischen Empowerment und Verletzlichkeit: Verbraucherrelevante Zukunftsfragen aus der Perspektive der Wissenschaft und Praxis (zusammen mit Michael Schuhen, Manuel Froitzheim u.a.). Springer Fachbuchverlag, Heidelberg 2023.
- Multisensory in Stationary Retail: Principles and Practice of Customer-Centered Store Design (zusammen mit Markus Schweizer, Christoph Oriet u.a.). Springer Fachbuchverlag, Heidelberg 2023.